# Magicarpe et Léviator
Magicarpe (コイキング, Koikingu, dans les versions originales en japonais) et son évolution Léviator (ギャラドス, Gyaradosu) sont deux  espèces de Pokémon de première génération
Issues de la franchise de Nintendo, leur première apparition a lieu au Japon en 1996, dans les jeux vidéo Pokémon Vert et Pokémon Rouge, sous les noms originaux de Koiking (コイキング) et Gyarados (ギャラドス). Ayant pour origine une légende japonaise, ils sont imaginés par l'équipe de Game Freak et dessinés par Ken Sugimori. Ces deux Pokémon sont du type eau, Léviator a également le type vol et ils occupent respectivement les 129e et 130e emplacements du Pokédex, l'encyclopédie fictive recensant les différentes espèces de Pokémon.
Tandis que Léviator fait partie des Pokémon préférés des joueurs, Magicarpe est souvent désigné comme sans utilité.
Depuis la sixième génération, Léviator peut méga-évoluer en Méga-Léviator.

## Création

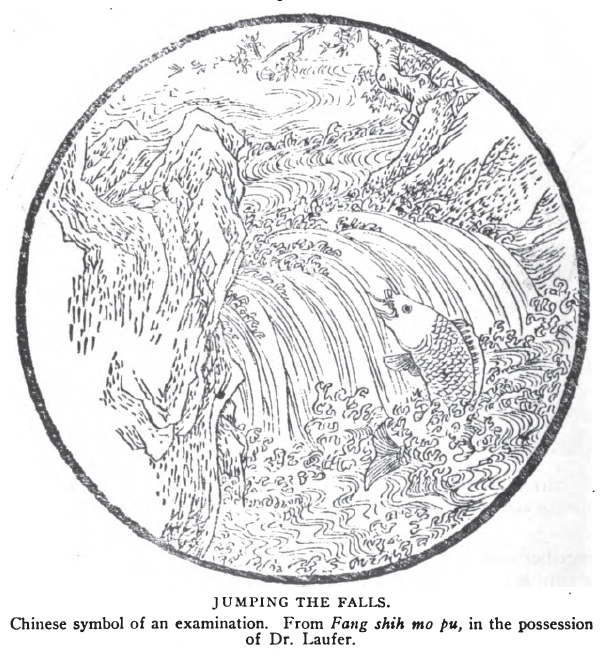
La légende chinoise d'une carpe remontant une cascade est à l'origine de ces Pokémon.

Propriété de Nintendo, la franchise Pokémon est apparue au Japon en 1996 avec les jeux vidéo Pocket Monsters Vert et Pocket Monsters Rouge. Son concept de base est la capture et l'entraînement de créatures appelées Pokémon, afin de leur faire affronter ceux d'autres dresseurs de Pokémon. Chaque Pokémon possède un ou deux types – tels que l'eau, le feu ou la plante – qui déterminent ses faiblesses et ses résistances au combat. En s'entraînant, ils apprennent de nouvelles attaques et peuvent évoluer en un autre Pokémon.

### Conception graphique
La conception de Magicarpe et de Léviator est l'œuvre, comme pour la plupart des Pokémon, de l'équipe chargée du développement des personnages au sein du studio Game Freak ; leur apparence a été finalisée par Ken Sugimori pour la première génération des jeux Pokémon, Pokémon Rouge et Pokémon Vert, sortis à l'extérieur du Japon sous les titres de Pokémon Rouge et Pokémon Bleu,. Sugimori expliquera que bien qu'il soit un poisson, Léviator a été dessiné sans écailles car les limitations techniques de la Game Boy ne permettaient pas de faire apparaître un tel niveau de détail.
Ces deux Pokémon sont inspirés d'une légende chinoise d'après laquelle les carpes qui arrivent à passer par-dessus une chute d'eau, appelée la porte du Dragon, deviennent des dragons. Ainsi, Magicarpe s'inspire de la carpe asiatique, facilement effrayé par les perturbations de l'eau, tandis que Léviator a l'apparence d'un dragon oriental. Cette légende est mise en image dans le jeu Pokémon Snap, où il faut faire remonter un torrent à Magicarpe pour le faire évoluer.

### Étymologie
Magicarpe et Léviator sont initialement nommés Koiking (コイキング, Koikingu) et Gyarados (ギャラドス, Gyaradosu) en japonais. Ces noms sont ensuite adaptés dans trois langues lors de la parution des jeux en Occident : anglais, français et allemand ; le nom anglais est utilisé dans les autres traductions du jeu.
Nintendo choisit de donner aux Pokémon des noms « astucieux et descriptifs », liés à l'apparence ou aux pouvoirs des créatures, lors de la traduction des jeux ; il s'agit d'un moyen de rendre les personnages plus compréhensibles pour les enfants, notamment américains. Koiking devient « Magikarp » en anglais, « Karpador » en allemand et « Magicarpe » en français, et Gyarados conserve son nom en anglais, mais s'appelle « Garados » en allemand et « Léviator » en français. Selon IGN et Pokébip, les noms anglais et français de Magicarpe serait un mot-valise composé de « magique » (ou « magie ») (magic en anglais) et de « carpe » (carp),. Léviator est un dérivé du Léviathan, un monstre marin biblique.
En anglais, Gyarados n'était pas le prénom prévu à l'origine. Il aurait dû être nommé Skulkraken, un mot-valise composé de « skull » (crâne en français), « kraken » et « skullcracking ». Mais des problèmes de licence ont fait changer Nintendo en Gyarados, le nom japonais.

## Description
Ces deux Pokémon sont l'évolution l'un de l'autre : Magicarpe évolue en Léviator. Dans les jeux vidéo, cette évolution survient en atteignant le niveau 20,.
Comme pratiquement tous les Pokémon, ils ne peuvent pas parler : lors de leurs apparitions dans les jeux vidéo tout comme dans la série d'animation, ils ne peuvent pas parler et ne sont seulement capables de communiquer verbalement en répétant les syllabes de leur nom d'espèce en utilisant différents accents, différentes tonalités, et en rajoutant du langage corporel.

### Magicarpe
Magicarpe est une espèce de Pokémon de type eau relativement atypique. En effet, c'est sans hésitation le Pokémon le plus faible de tous, de par ses statistiques très faibles et son incapacité à apprendre des attaques. Son attaque de base, trempette, est même réputée pour être totalement inutile. Il a de plus une intelligence très limitée. Cependant, le paradoxe de Magicarpe est bel et bien son étonnante évolution, donnant le puissant et terrifiant Léviator, dès le niveau 20. Magicarpe est sans doute aussi l'un des Pokémon les plus communs, se trouvant à presque chaque point d'eau avec une simple canne.

### Léviator

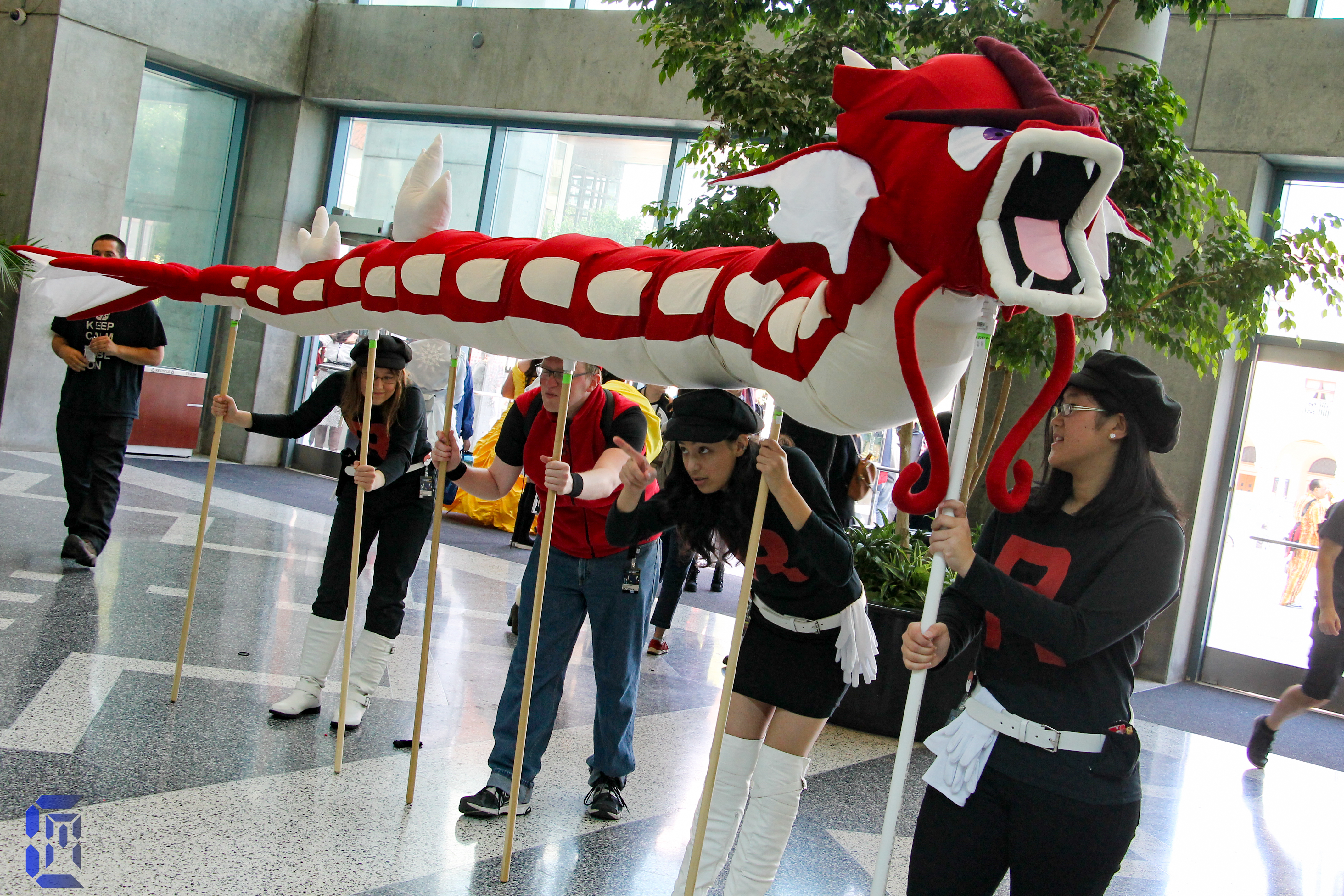
Peluche de Léviator chromatique portée par des cosplayeurs à la FanimeCon 2017, en Californie.

Léviator est une espèce de Pokémon de type « eau » et « vol », ce qui le rend très vulnérable à l'électricité. Il est l'évolution de Magicarpe. À l'inverse de ce dernier, c'est un Pokémon très puissant et agressif. À partir de la sixième génération, Léviator possède sa méga-évolution grâce à la Léviatorite, et prend ainsi le double-type eau-ténèbres et le talent Brise-Moule. Léviator est très utilisé en stratégie pour ses hautes attaque et vitesse ainsi que pour son panel d'attaques très large. Il a notamment accès à Séisme qui peut toucher les Pokémon de type Électrique, à Danse-Draco pour booster sa vitesse et son attaque, à Mâchouille pour bénéficier d'un bonus de puissance lorsqu'il est méga-évolué, ainsi qu'à Cascade. 

### Méga-Léviator
Méga-Léviator est un Pokémon de type eau et ténèbres. Il ressemble plus à un shachihoko, créature du folklore chinois.

## Apparitions

### Jeux vidéo
Magicarpe et Léviator apparaissent dans la série de série de jeux vidéo Pokémon. D'abord en japonais, puis traduits en plusieurs autres langues, ces jeux ont été vendus à plus de 200 millions d'exemplaires à travers le monde. Ils font leur première apparition le 27 février 1996, dans les jeux japonais Pocket Monsters Aka (ポケットモンスター 赤, Poketto Monsutā Aka, Pocket Monsters Rouge) et Pocket Monsters Midori (ポケットモンスター 緑, Poketto Monsutā Midori, Pocket Monsters Vert) (remplacé dans les autres pays par la version Bleue). Dans Pokémon Rouge et Bleu, Léviator est l'un des cinq Pokémon du Professeur Chen, qui devait constituer l'ultime défi du jeu avant d'être supprimé en cours de développement,.
Depuis la première édition de ces jeux, Magicarpe et Léviator sont réapparus dans les versions jaune, or, argent, cristal, rubis, saphir, émeraude, rouge feu, vert feuille, diamant, perle et platine. Magicarpe est l'un des quatorze Pokémon dont la fiche est disponible en six langues dans le Pokédex de Pokémon Diamant et Perle,.
Il est possible d'avoir un œuf de Magicarpe en faisant se reproduire deux Pokémon dont au moins un Magicarpe ou un Léviator femelle. Cet œuf éclot après 1 280 pas et un Magicarpe de niveau 5 en sort. Magicarpe et Léviator appartiennent aux groupes d'œuf eau 2 et dragon. Les capacités spéciales de Magicarpe sont « Glissade » et « Phobique » et celles de Léviator sont « Intimidation » et « Impudence ».
Magicarpe et Léviator apparaissent également dans d'autres jeux de la franchise Nintendo. Ils peuvent tous les deux être pris en photo dans Pokémon Snap. Magicarpe fait partie d'un mini-jeu de Pokémon Stadium, appelé « Saut de Magicarpe ». Magicarpe est également le protagoniste principal du jeu mobile Pokémon : Magicarpe Jump sorti en 2017.
Dans certaines cartouches défaillantes du jeu Pokémon Ultra-Soleil et Ultra-Lune , il est possible de trouver de nombreux bug , notamment  l'apparition de pokémons chromatiques ou, le plus souvent, une boîte complète de Magicarpe niveau 1 nommée "Error System". Ces cartouches sont caractérisées par un numéro de série finissant par 02.

### Série télévisée et films
La série télévisée Pokémon et les films qui en sont issus narrent les aventures d'un jeune dresseur de Pokémon du nom de Sacha, qui voyage à travers le monde pour affronter d'autres dresseurs ; l'intrigue est souvent distincte de celle des jeux vidéo. Ces deux Pokémon font leur apparition dès le premier épisode de la série. Ondine possède également un Magicarpe qui évolue en Léviator. Il est le Pokémon principal de l'épisode Le Blues d'Azuria de Pokémon Chronicles. Un Léviator rouge fait également son apparition, à l'épisode Une question d'évolution, il se fait capturer par Peter, le spécialiste des dragons, à l'épisode d'après, La Rage au ventre. À bord du Sainte-Anne, James de la Team Rocket achète un Magicarpe à un vendeur que personne ne recommanderait. Et James s'est rendu compte trop tard de la supercherie. À Hoenn, Jessie achètera un Barpau au même vendeur pour avoir un Milobellus, mais il s'agissait en fait d'un Magicarpe dont la peinture s'efface avec l'eau. Dans le film Mewtwo contre-attaque l'un des quatre dresseurs possède un Léviator et s'appuie beaucoup sur ses compétences, ce dresseur l'enverra se battre contre Mewtwo en utilisant l'attaque Ultra Laser, mais ce dernier la détourne sur le Léviator.

## Réception
Les lecteurs d'IGN ont élu 11e des Pokémon les plus populaires. Sam rappelle qu'avant d'avoir un Léviator, il faut être « humilié » avec un Magicarpe. Le Pokémon montre les épreuves et les tribulations afin de faire évoluer un Pokémon.